# Ragnar Vik
Ragnar Magne Vik (ur. 31 lipca 1893 w Tønsbergu, zm. 9 stycznia 1941 w Liverpoolu) – norweski żeglarz, olimpijczyk, zdobywca złotego medalu w regatach na Letnich Igrzyskach Olimpijskich w 1920 roku w Antwerpii.
Na Letnich Igrzyskach Olimpijskich 1920 zdobył złoto w żeglarskiej klasie 8 metrów (formuła 1919). Załogę jachtu Sildra tworzyli również Reidar Martiniuson, Thorleif Kristoffersen i Magnus Konow.